# Moses Boyd

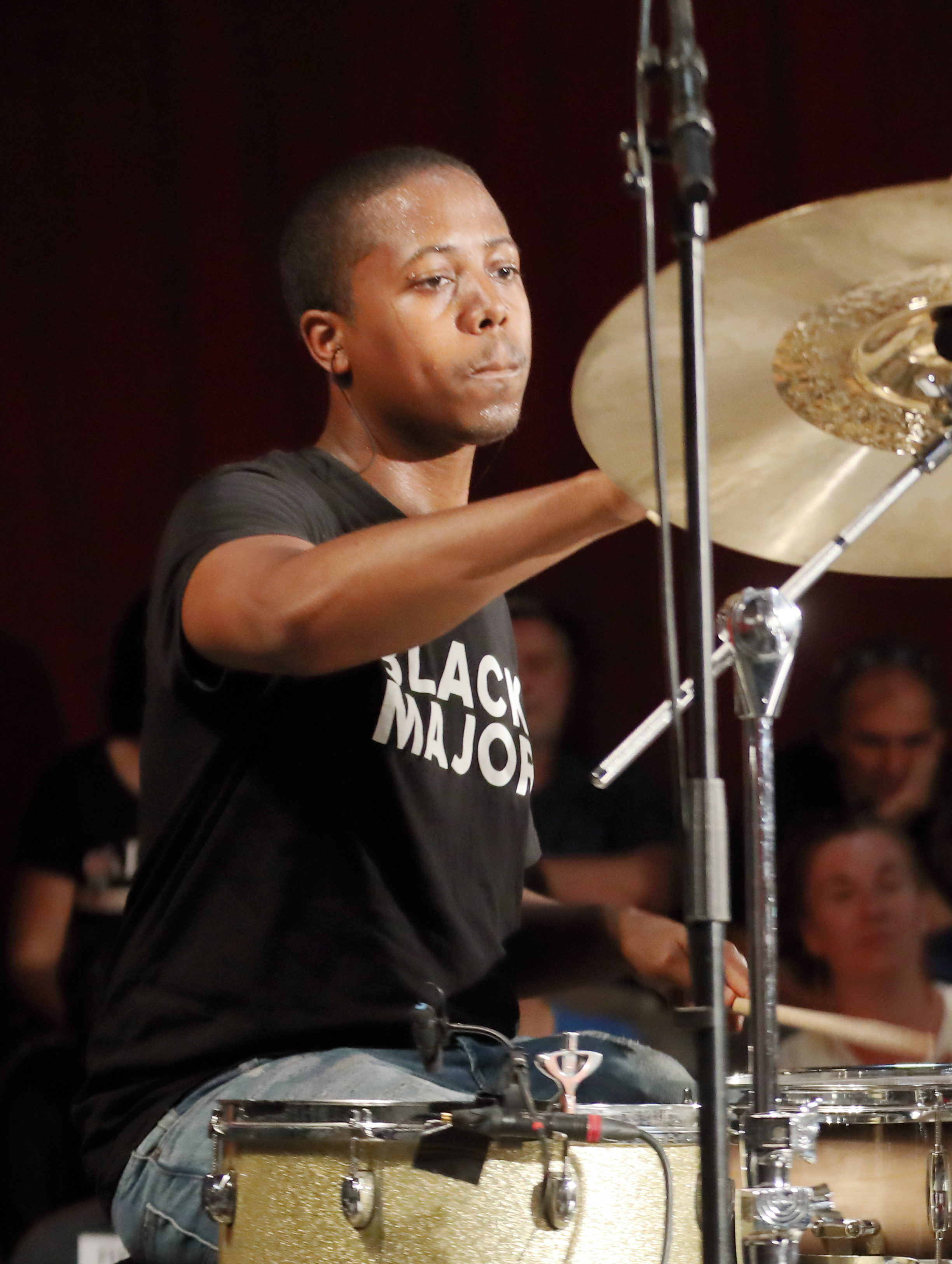
Moses Boyd (2019)

Moses Boyd (* 30. April 1991 in London) ist ein britischer Fusionmusiker (Schlagzeug, Komposition).

## Leben und Wirken
Boyd begann im Alter von 13 Jahren Schlagzeug zu spielen, wobei er sich sowohl von Jazz-Größen wie Miles Davis als auch von den Grime-Alben von Dizzee Rascal inspirieren ließ. Bald erhielt er Unterricht durch den Jazz-Schlagzeuger Bobby Dodsworth und nahm an Workshops von Leon Michener teil. Während seines Studiums am Trinity Laban College wurde Boyd Mitglied  von Gary Crosbys Tomorrow’s Warriors; dort lernte er den Saxophonisten Binker Golding kennen, mit dem er seit 2014 arbeitete.
Im Duo Binker & Moses nahmen Golding und er 2015 ihr Debüt Dem Ones live auf und gewannen den britischen MOBO-Award als „bester Jazz-Act“. Im selben Jahr veröffentlichte Boyd seine erste Veröffentlichung als Bandleader von Exodus, die EP Footsteps of Our Fathers. In den folgenden Jahren trat er weiter mit Exodus und mit Binker & Moses sowie als Solo-Act unter dem Namen Solo Exodus auf, wobei er Elemente von Jazz, Grime und Electronica kombinierte.
Nach der Veröffentlichung der Exodus-Single „Rye Lane Shuffle“ und der vier Songs umfassenden Exodus-EP Time and Space 2016 wurde Boyd bei Gilles Petersons Worldwide Awards mit dem John Peel Play More Jazz Award ausgezeichnet. Binker & Moses veröffentlichten als Duo (teils auch mit Gästen wie Evan Parker, Byron Wallen, Tori Handsley und Sarathy Korwar) mehrere Alben, darunter Journey to the Mountain of Forever (2017) und Alive in the East (2018) sowie mit Klangspezialist Max Luthert Feeding the Machine (2022), im Trio Village of the Sun (mit Simon Ratcliff) First Light (2022). In der Zwischenzeit arbeitete Boyd mit einer Vielzahl von Acts zusammen, von elektronischen Künstlern wie Four Tet und Floating Points bis hin zu Jazzmusikern wie Lonnie Liston Smith, Zara McFarlane, Theon Cross und Daniel Casimir.
Anfang 2018 erschien der Sampler We Out Here mit Boyd und anderen Persönlichkeiten der jungen Jazzszene Londons, darunter Nubya Garcia und Shabaka Hutchings. In diesem Jahr veröffentlichte Boyd mit Exodus das Album Displaced Diaspora, bei dem Gäste wie Kevin Haynes’ Grupo Elegua und Terri Walker beteiligt waren. 2020 folgte mit Exodus sein Album Dark Matter mit Gästen wie Gary Crosby, Nubya Garcia, Joe Armon-Jones oder Poppy Ajudha, auf dem er auch Samples von Rhythmen verwendete, die er von einer Südafrika-Reise mitbrachte. Zu hören ist Boyd auch auf Tori Handsleys Album As We Stand und auf Daniel Casimirs Debütalbum Boxed In (2021).